# Аеродром Ајндховен
Аеродром Ајндховен (хол. Vliegbasis Eindhoven) је међународни аеродром Ајндховена у јужној Холандији, смештен 8 km западно од града. То је друга по величини промета ваздушна лука у Холандији - 2018. године ту је превезено преко 5,6 милиона путника. Поред цивилног аеродрома, отвореног 1984. године, постоји и много старији војни аеродром (од 1932. године). Аеродром је авио-база је за холандску ниско-тарифну авио-компанију „Трансавија”. 